# 라 이하 델 하르디네로
《라 이하 델 하르디네로》(스페인어: La hija del jardinero)은 2003년부터 2004년까지 멕시코의 텔레노벨라이다.